# Sigismund Skupin
Sigismund Skupin, slovenski frančiškan in duhovnik, * 1688, Škofja Loka, † 1755, Wiener Neustadt, Avstrija.

## Življenje in delo
Oče Sigismund Skupin se je rodil leta 1688 v Škofji Loki. Po šolanju je vstopil v frančiškanski red. Red je reorganiziral. Bil je imenovan za škofa v Dunajskem Novem mestu (Wiener Neustadt). Funkcijo naj bi zavrnil, saj ni naveden med škofi te škofije.